# Hugh Dallas
Hugh Dallas (født 26. oktober 1957) er en tidligere skotsk fodbolddommer.
I 1999 dømte han UEFA-cupfinalen og han dømte både i EM 2002 og VM 2002. Han var 4. dommer i VM-finalen i 2002.
Han dømte Norge i den kontroversielle[kilde mangler] kamp mod Jugoslavien i EM 2000. Jugoslavien vandt 1–0.
I USA er han mest kendt for ikke at have givet USA straffespark i kampen mod Tyskland i kvartfinalen i VM 2002. Et skud fra amerikanske Gregg Berhalter blev stoppet på mållinjen af Tysklands Torsten Frings. Tyskland vandt kampen og gik senere til finalen som de tabte 0–2 til Brasilien.
I december 2002 blev han medlem af Order of the British Empire for sin indsats indenfor skotsk fodbold. Hugh Dallas blev pensioneret i 2004/05-sæsonen i Skotland.
| Biografi | Spire Denne biografi om en fodbolddommer er en spire som bør udbygges. Du er velkommen til at hjælpe Wikipedia ved at udvide den. |